# Bezděkov nad Metují
Bezděkov nad Metují är en ort i Tjeckien. Den ligger i den nordöstra delen av landet, 140 km öster om huvudstaden Prag. Bezděkov nad Metují ligger 485 meter över havet och antalet invånare är 503.
Terrängen runt Bezděkov nad Metují är kuperad åt nordost, men åt sydväst är den platt. Terrängen runt Bezděkov nad Metují sluttar västerut. Runt Bezděkov nad Metují är det ganska tätbefolkat, med 149 invånare per kvadratkilometer. Närmaste större samhälle är Náchod, 11,3 km söder om Bezděkov nad Metují. Omgivningarna runt Bezděkov nad Metují är en mosaik av jordbruksmark och naturlig växtlighet.